# Hipólito de Tebas
Hipólito de Tebas, en griego antiguo original Ἱππόλυτος ὁ Θηϐαῖος  (aproximadamente entre el 650 y el 750) fue un escritor e historiador bizantino, que escribió en griego.
Por su nombre debió haber nacido o residido en Tebas (Beocia). Redactó un Chronicon o Crónica (Χρονικὸν σύγγραμμα o σύνταγμα) de la que solo ha llegado a nosotros una parte, muy valiosa para establecer una cronología del Nuevo Testamento. Los fragmentos de esta obra se hallan dispersos en unos 40 manuscritos, en su mayoría relacionados con la Sagrada Familia.
Según su Crónica, María fue comprometida con José a los catorce años y le fue anunciado que se sería la madre de Jesús a los quince. La crucifixión habría ocurrido cuando Jesús tenía treinta y tres años y su madre vivió once años más y llegó a su dormición o tránsito en el año 41. La Crónica se cita dos veces en las Breves notas cronológicas compiladas bajo Constantino V (r. 741-775). Epifanio el Monje, que escribía a comienzos del siglo IX, lo nombra como autoridad en su Vida de la Santísima Virgen. En otro fragmento se informa de que, tras la Ascensión, María continuó viviendo en Jerusalén en una casa que le compró el apóstol Juan con la herencia de su padre Zebedeo. A esta tradición aludió por vez primera Sofronio de Jerusalén (m. 638) y se halla también en la peregrinación del obispo franco Arculfo (hacia 680) y en Andrés de Creta (m. 740); por estas evidencias se concluye que Hipólito de Tebas debió florecer entre los siglos VII y VIII. La Crónica incluye tablas cronológicas de eventos y listas genealógicas de personajes en la historia del Nuevo Testamento.
La primera edición conjunta de los textos conservados de la Crónica de Hipólito de Tebas la publicó Emmanuel Schelstrate (Antiquitas Ecclesiæ dissertationibus, monimentis ac notis illustrata, Roma, 1692, p. 510-513). Otra reconstrucción figura entre las obras de Andrea Gallandi (t. XIV, p. 106). De ahí lo tomó Migne para su Patrologia Graeca (PG 117, col. 1025-1056). Franz Diekamp (1898) publicó una edición crítica más segura, y destruyó la creencia general de que Hipólito de Tebas había vivido en el siglo XI.
También se le atribuyen dos opúsculos, Περὶ τῶν ιβ́ Ἀποστόλων / Sobre los doce apóstoles y Περὶ τῶν ό Ἀποστόλων / Sobre los apóstoles, que a veces se atribuyen al muy anterior Hipólito de Roma o de Portus Romanus. Fabricius considera estos textos partes de la Crónica.